# Léon d'Andrimont
Victor Léon (dit Léon) d'Andrimont-de Moffarts, né à Liège le 29 mars 1836 et mort à Bruxelles le 9 avril 1905, est un homme politique belge francophone libéral.

## Biographie
Il fut ingénieur civil, industriel, consul, banquier (fondateur de la Banque Populaire), cofondateur et rédacteur du média Le Travailleur.
Il fut bourgmestre d'Hamois, membre du parlement,, et conseiller provincial de la province de Liège.

## Source
- Liberaal Archief